# Kosmochlor
Kosmochlor ist ein selten vorkommendes Mineral aus der Mineralklasse der „Silikate und Germanate“ mit der Endgliedzusammensetzung NaCr[Si2O6] und ist damit chemisch gesehen ein Natrium-Chrom-Silikat. Strukturell gehört er zu den Ketten- und Bandsilikaten und dort zur Gruppe der Klinopyroxene.
Kosmochlor kristallisiert im monoklinen Kristallsystem und entwickelt durchscheinende, kurzprismatische Kristalle bis etwa zwei Millimetern Länge mit glasähnlichem Glanz auf den Oberflächen, die überwiegend in faserigen, polykristallinen Mineral-Aggregaten angeordnet sind. In kompakter Form wird seine Farbe als „Smaragdgrün“ beschrieben, in dünnen Schichten kann er grün oder gelb erscheinen.

## Etymologie und Geschichte
Erstmals entdeckt wurde Kosmochlor in dem Eisenmeteorit Toluca, der im Municipio Jiquipilco in Mexiko gefunden wurde. Erstmals beschrieben wurde das Mineral 1897 durch Hugo Laspeyres, der es nach seiner „kosmischen“ Herkunft und seiner grünen Farbe (altgriechisch χλωρός chlōrós „hellgrün, grüngelb“) benannte.
Ein in demselben Meteoriten gefundenes Mineral wurde 1965 durch Clifford Frondel und Cornelis Klein beschrieben und zu Ehren von Harold C. Urey als Ureyit bezeichnet. A. Neuhaus stellte jedoch 1967 fest, dass es sich bei Ureyit und Kosmochlor um dasselbe Mineral handelte.

## Klassifikation
In der strukturellen Klassifikation der International Mineralogical Association (IMA) gehört Kosmochlor zusammen mit Aegirin, Jadeit, Jervisit, Natalyit und Namansilit zu den Natriumpyroxenen in der Pyroxengruppe.
Bereits in der mittlerweile veralteten, aber noch gebräuchlichen 8. Auflage der Mineralsystematik nach Strunz gehörte der Kosmochlor zur Abteilung der „Ketten- und Bandsilikate (Inosilikate)“, wo er zusammen mit Aegirin, Augit, Diopsid, Esseneit, Jadeit, Jervisit, Johannsenit, Hedenbergit, Kanoit, Klinoenstatit, Klinoferrosilit, Namansilit, Natalyit, Omphacit, Petedunnit, Pigeonit, Spodumen die Untergruppe der „Klinopyroxene“ mit der System-Nr. VIII/F.01 innerhalb der Pyroxengruppe bildete.
Im Lapis-Mineralienverzeichnis nach Stefan Weiß, das sich aus Rücksicht auf private Sammler und institutionelle Sammlungen noch nach dieser alten Form der Systematik von Karl Hugo Strunz richtet, erhielt das Mineral die System- und Mineral-Nr. VIII/F.01-140. In der „Lapis-Systematik“ entspricht dies ebenfalls der Abteilung „Ketten- und Bandsilikate“, wo Aegirin zusammen mit Aegirin, Augit, Aegirin-Augit (Aegirinaugit), Davisit, Diopsid, Esseneit, Grossmanit, Hedenbergit, Jadeit, Jervisit, Johannsenit, Kanoit, Klinoenstatit, Klinoferrosilit, Kushiroit, Namansilit, Natalyit, Omphacit, Petedunnit, Pigeonit, Spodumen und Tissintit die Untergruppe der „Klinopyroxene“ innerhalb der von F.01 bis F.02 reichenden „Pyroxen-Gruppe“ bildet (Stand 2018).
Die von der IMA bis 2009 aktualisierte 9. Auflage der Strunz’schen Mineralsystematik ordnet den Kosmochlor ebenfalls in die Abteilung der „Ketten- und Bandsilikate (Inosilikate)“ ein. Diese ist weiter unterteilt nach der Struktur der Kettenbildung, so dass das Mineral entsprechend seinem Aufbau in der Unterabteilung „Ketten- und Bandsilikate mit 2-periodischen Einfachketten Si2O6; Pyroxen-Familie“ zu finden ist, wo es zusammen mit Aegirin, Jadeit, Jervisit, Namansilit und Natalyit die „Na-Klinopyroxene, Jadeitgruppe“ mit der System-Nr. 9.DA.25 bildet.
Auch die vorwiegend im englischen Sprachraum gebräuchliche Systematik der Minerale nach Dana ordnet den Kosmochlor in die Abteilung der „Kettensilikatminerale“ ein. Hier ist er als Mitglied der „C2/c Klinopyroxene (Na-Klinopyroxene)“ mit der System-Nr. 65.01.03c innerhalb der Unterabteilung „Kettensilikate: Einfache unverzweigte Ketten, W=1 mit Ketten P=2“ zu finden.

## Kristallstruktur
Kosmochlor kristallisiert mit monokliner Symmetrie der Raumgruppe C2/c (Raumgruppen-Nr. 15) mit den Gitterparametern a = 9,55 Å; b = 8,71 Å; c = 5,27 Å und β = 107,4° sowie 4 Formeleinheiten pro Elementarzelle.

## Bildung und Fundorte
Kosmochlor bildet sich neben dem Jadeit als wesentlicher Bestandteil in einigen Jadeititen, entsteht aber auch als akzessorischer Bestandteil in einigen Eisenmeteoriten. Als Begleitminerale können unter anderem chromhaltiger Albit, Cliftonit (pseudokubischer Graphit), Chlorit, Chromit, Daubréelith, Diopsid, Krinovit, Richterit, Roedderit und Troilit auftreten.
Als seltene Mineralbildung konnte Kosmochlor nur an wenigen Fundorten nachgewiesen werden, wobei bisher (Stand: 2013) rund 10 Fundorte als bekannt gelten. Neben seiner Typlokalität Toluca-Meteorit trat das Mineral noch im ebenfalls in Mexiko entdeckten Meteorit Coahuila auf.
Weitere bisher bekannte Fundorte sind Tawmaw (Tawhmaw, Taw Maw) im Kachin-Staat in Myanmar, Mocchie in der italienischen Gemeinde Condove (Piemont), der Fluss Hime nahe Itoigawa und der Berg Ohsa nahe Niimi auf der japanischen Insel Honshū, der in Polen nahe Poznań entdeckte Meteorit Morakso, die Tersky-Küste am Weißen Meer auf der Halbinsel Kola und im Marmortagebau Perewal nahe der Stadt Sljudjanka in der Oblast Irkutsk in Russland, der am südafrikanischen Westkap entdeckte „Hex River Mountains“-Meteorit und der in der Umgebung des Barringer-Kraters in Arizona (USA) entdeckte „Canyon Diablo“-Meteorit.